# Герб Городни
Герб Городни́ — геральдический символ города Городня Черниговской области.

## История
Предшественниками городского герба являлись печати Городнянской сотни, которые известны с 1748 года. В центре печати помещался геральдический щит сложной барочной формы, на котором был изображён якорь, над ним — три восьмиугольные звезды. Щит обрамляла надпись: «Печать сотнь Огородниц» («печать сотни Городницкой»). Исследователи отмечают необычность присутствия символа якоря на печати города, который не имеет выхода к водным путям. Возможно, якорь появился в символике города ещё при польской власти — аналогичное изображение присутствует в польском дворянском гербе «Радзиц», который происходит из Германии и был предоставлен за участие в морском сражении.
Герб Городни был утверждён 7 июня 1782 года:

На красном фоне чёрный якорь и три серебряные восьмиугольные звезды, возложенные: одна — вверху, а остальные две — по бокам якоря.
В проекте Бернгарда Кёне 1865 года цвет якоря был заменён на золотой, а в свободный угол щита добавлено изображение герба Черниговской губернии. Щит увенчан городской короной и обрамлён двумя колосьями, перевязанными Александровской лентой.

Шляхетский герб «Радзиц»
Герб города (1782—1917, нынешний)
Проект Бернгарда Кёне (1865)
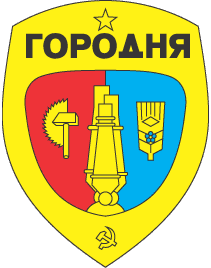
Герб советского периода